# Yoshiyuki Matsuoka
Yoshiyuki Matsuoka (Hyogo, 6 maart 1957) is een voormalig Japans judoka. Matsuoka behaalde tijdens de wereldkampioenschappen judo een zilveren en een bronzen medaille. Matsuoka zijn grootste succes was het winnen van olympisch goud in Los Angeles.

## Resultaten
- Wereldkampioenschappen judo 1983 in Moskou  in het halflichtgewicht
- Olympische Zomerspelen 1984 in Los Angeles  in het halflichtgewicht
- Wereldkampioenschappen judo 1985 in Seoel  in het halflichtgewicht

1980: Nikolaj Solodoechin ·
1984: Yoshiyuki Matsuoka ·
1988: Lee Kyung-keun ·
1992: Rogério Sampaio ·
1996: Udo Quellmalz ·
2000: Hüseyin Özkan ·
2004: Masato Uchishiba ·
2008: Masato Uchishiba · 
2012: Lasja Sjavdatoeasjvili · 
2016: Fabio Basile · 
2020: Hifumi Abe · 
2024: Hifumi Abe
- Bibliotheek van het Japanse parlement: 001168319
- Virtual International Authority File: 309564157